# Kvarna

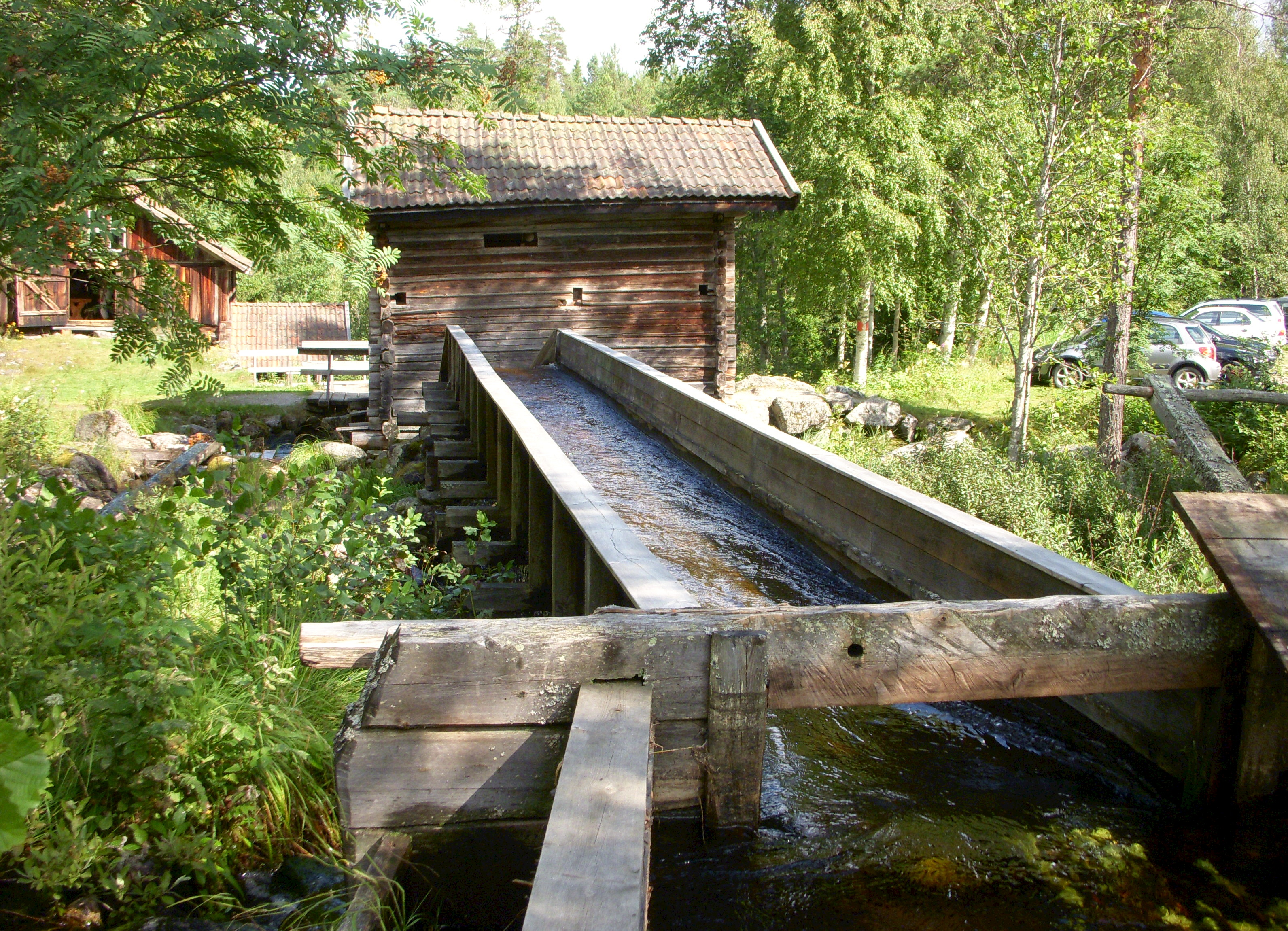
Svaltkvarnen (närmast) och Storkvarn.

Kvarna är ett kulturreservat beläget väster om tätorten Dala-Floda i Gagnefs kommun i Dalarna. I Kvarna finns lämningar efter en omfattande kvarnrörelse från 1600-talet. Området restaurerades mellan 1990 och 1994 och är ett friluftsmuseum.

## Historik
Exakt när Kvarna uppstod är inte känd, men redan år 1664 nämns fyra kvarnar i jordeboken: Överkvarn, Mellankvarn, Lisskvarn och Storkvarn. Dessa drevs med vattenkraften från Kvarnsjön i  Närsströmmen som med ett system av kanaler och dammar ledde fram vattnet till respektive kvarn. Varje kvarn hade en andel per ägare och varje andel berättigade till bruk av kvarnen för ett dygn. Kvarnarna var igång fem dagar i veckan, men aldrig sön- eller helgdag eller dag före helgdag. Det fanns ingen mjölnare utan varje delägare fick hantera malningen själv. 
Malningen kunde ta flera dygn och vid varje kvarn fanns därför en kvarnstuga för övernattning och matlagning. Den andelsägaren som inte kunde eller ville bruka kvarnen längre sålde sin andel vidare. Gällande Lisskvarn framgår av handlingarna att användningen sjönk med ungefär 50 procent år 1863 för att upphöra helt 1910.
Områdets skvaltkvarnen uppfördes i 1800-talets början och restaurerades 1990-1994 till fullt brukbart skick. Även Storkvarnen är restaurerad och driver idag en vadmalsstamp. För övrigt finns bland annat en tändkulemotordriven takpärthyvel, en kolningsplats med tillhörande kolarkoja, och en tjärdal på området. Allt är tillgänglig för allmänheten och demonstreras vissa dagar om året.

## Bilder

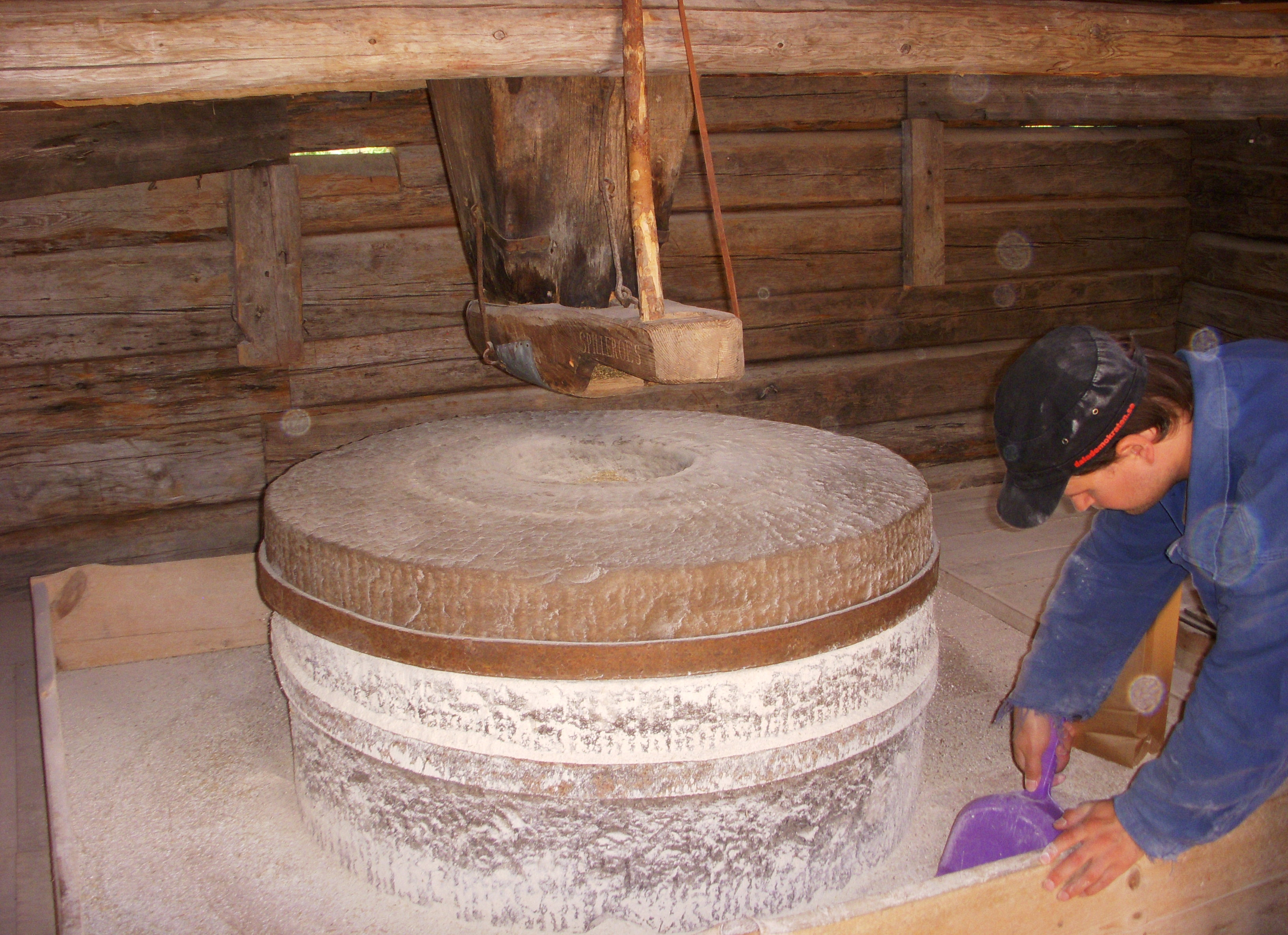
Malning pågår i Lisskvarn
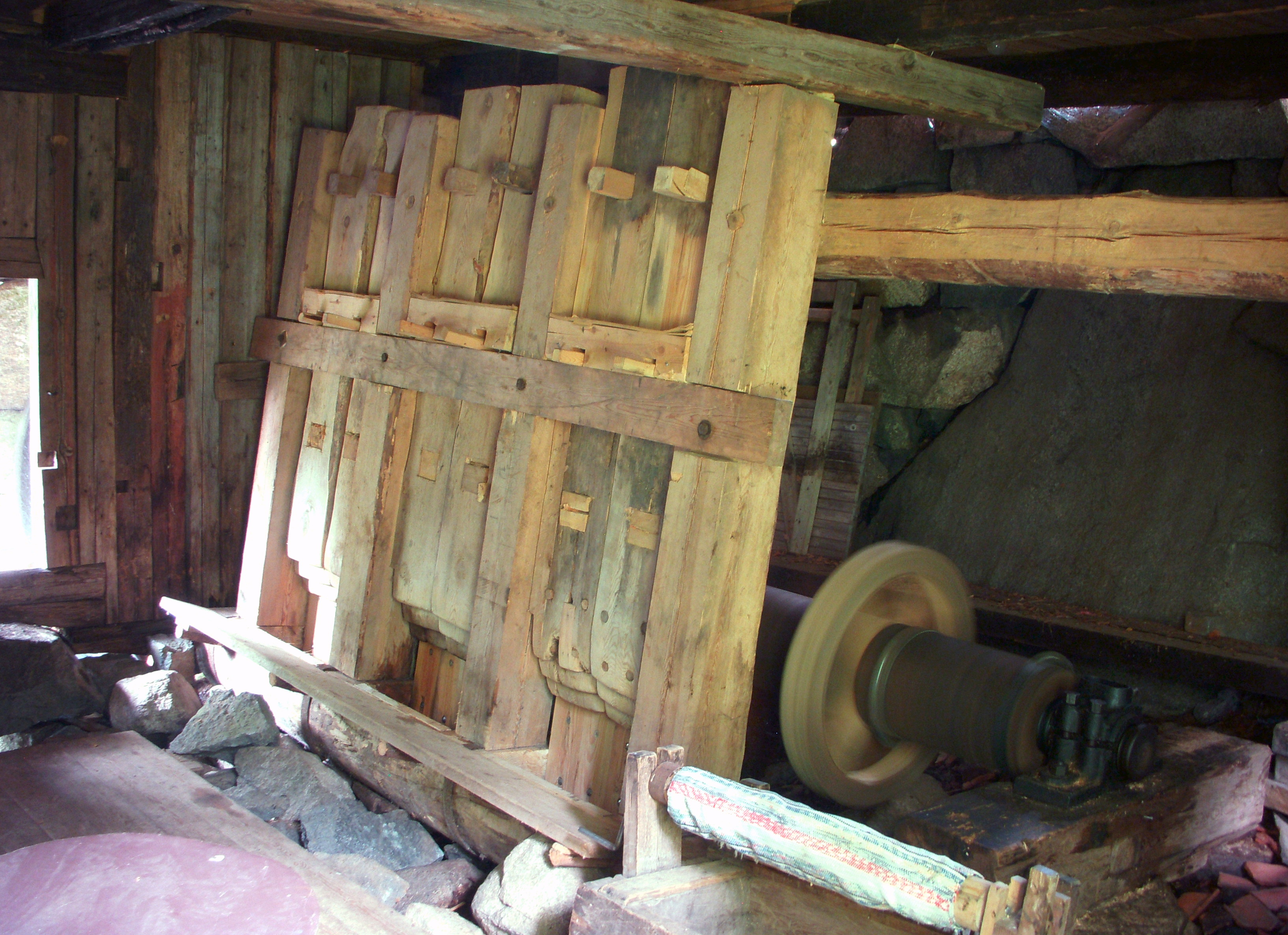
Vadmalsstampen i Storkvarn
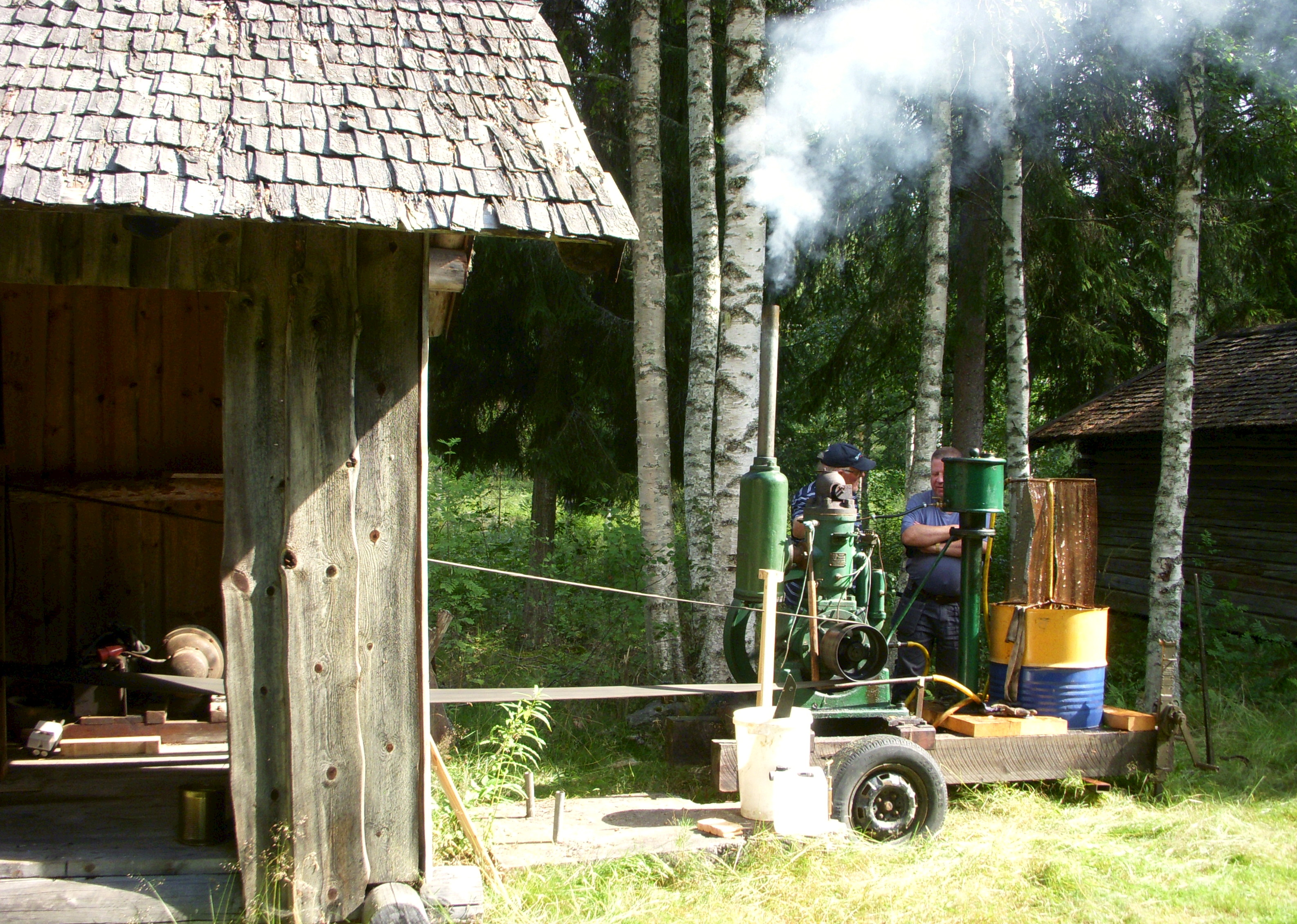
Tändkulemotor som driver en pärthyvel
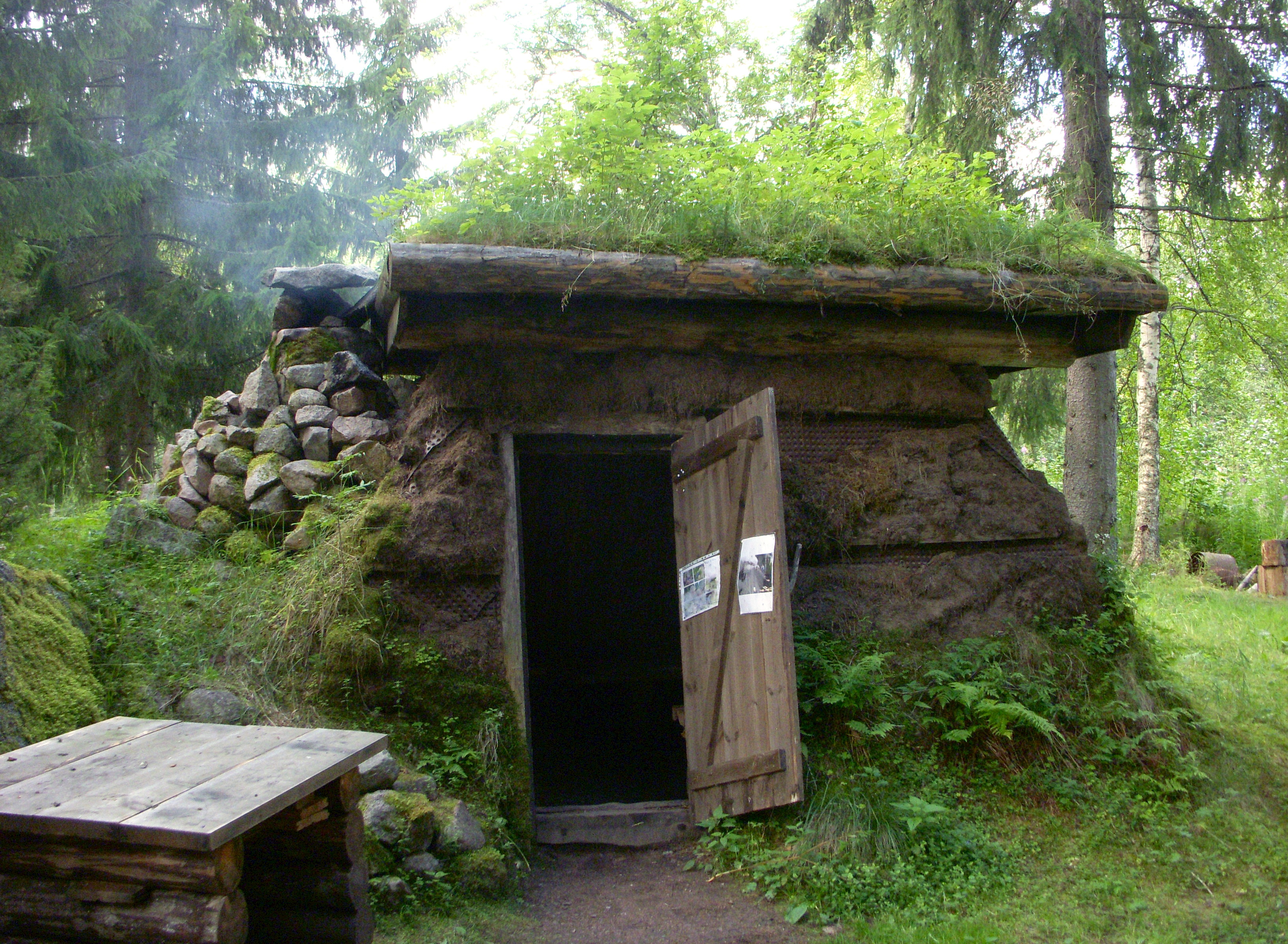
Kolarkojan